# 1,7-双(4-羟基苯基)-1,4,6-庚三烯-3-酮
1,7-双(4-羟基苯基)-1,4,6-庚三烯-3-酮是一种有机化合物，分子式C19H16O3，属于姜黄色素类天然抗氧化剂，存在于火炬薑（Etlingera elatior）、薑黃（Curcuma longa）等植物中。